# میخایلو خرومی
میخایلو خرومی (اوکراینی: Михайло Іванович Хромей؛ زادهٔ ۱۹ نوامبر ۲۰۰۳) بازیکن فوتبال است.
وی همچنین در تیم‌های ملی فوتبال Ukraine national under-17 football team و Ukraine national under-19 football team بازی کرده‌است.